# Herbert Haselbacher
Herbert Haselbacher (* 21. März 1952) ist ein österreichischer Unternehmer und ehemaliger Basketballspieler.

## Laufbahn
Haselbacher errang mit dem UBSC Wien (die Mannschaft änderte mehrmals den Namen) in den 1970er und frühen 1980er Jahren insgesamt elfmal den österreichischen Meistertitel. Hinzu kamen Einsätze im Europapokal. Mit der österreichischen Nationalmannschaft gelang ihm 1977 der Aufstieg von der C- bis zur A-Gruppe, im September 1977 nahm Haselbacher mit dem Team an der Europameisterschaft in Belgien teil und erzielte dort bei sieben Turniereinsätzen im Durchschnitt 15,7 Punkte pro Begegnung. Im Mai 1980 gehörte er zu Österreichs Auswahl, die das Ausscheidungsturnier für die Olympischen Sommerspiele bestritt. Mit 14,3 Punkten je Partie war er hinter Erich Tecka zweitbester Werfer der Mannschaft.
Beruflich wurde Haselbacher als Unternehmer unter anderem im Gastgewerbe tätig, verantwortete als Geschäftsführer der WSF Immobilien und Mobilien Vermietungsgesellschaft die Errichtung und den Betrieb von Hotels in mehreren Ländern, darunter Österreich, Ungarn, Kroatien sowie in der Tschechischen Republik. Zudem übernahm er den Betrieb von Golfplätzen, darunter in Wienerberg und den Richardhof in Gumpoldskirchen. Darüber hinaus war er als Gesellschafter und Geschäftsführer weiterer Firmen im Bau-, Immobilien-, Hotel- und Gebäudeverwaltungsgewerbe tätig. 2018 fasste Haselbacher das Hotelimmobiliengeschäft der 1991 von ihm gegründeten WSF-Gruppe unter dem Namen Almanac zusammen und äußerte das Vorhaben, „innerhalb der kommenden fünf Jahre eine feine Gruppe von 20 Almanac-Hotels in Europa, dem Mittleren Osten und Afrika zu kreieren“.